# Williams Ridge
Williams Ridge är en bergstopp i Antarktis. Den ligger i Östantarktis. Argentina och Storbritannien gör anspråk på området. Toppen på Williams Ridge är 1 060 meter över havet, eller 287 meter över den omgivande terrängen. Bredden vid basen är 4,4 km.
Terrängen runt Williams Ridge är kuperad åt nordväst, men åt sydost är den platt. Trakten är obefolkad. Det finns inga samhällen i närheten. 